# José Luis García Ferrero
Pour les articles homonymes, voir José Luis García, García et Ferrero (homonymie).
José Luis García Ferrero, né le 30 novembre 1929 à Fuensalida et mort le 28 juillet 2020, est un haut fonctionnaire et homme politique espagnol.
Il est ministre de l'Agriculture entre septembre et décembre 1982.

## Biographie

### Formation et débuts professionnels
Il est titulaire d'une licence de sciences vétérinaires, obtenue à l'université complutense de Madrid. Il passe ensuite le concours du corps national vétérinaire, qu'il obtient.

### Haut fonctionnaire du franquisme et de la transition
En février 1968, il est nommé à 38 ans sous-directeur général de la Prévention et de l'Hygiène de l'élevage du ministère de l'Agriculture. Il est relevé de ses fonctions le 3 décembre 1971, afin de prendre la direction du laboratoire régional de l'élevage du centre.
Il reçoit une promotion en juillet 1976 avec sa nomination aux fonctions de directeur général des Industries agricoles. Il quitte ce poste en mars 1978 pour occuper celui de directeur général de la Production agricole.
Le 6 octobre 1980, Jaime Lamo de Espinosa le nomme sous-secrétaire de l'Agriculture. Quand José Luis Álvarez prend la suite d'Espinosa, il devient sous-secrétaire de l'Agriculture et de la Conservation de la nature.
En avril 1982, le conflit de compétences qui l'oppose à Fernando Garro, directeur général des services du ministère de l'Agriculture, déclenche une crise chez les hauts fonctionnaires du département ministériel. Des rumeurs rapidement démenties évoquent même sa démission.

### Ministre de l'Agriculture
Du fait de l'adhésion d'Álvarez au PDP, il est démis de ses fonctions. Le président du gouvernement Leopoldo Calvo-Sotelo décide alors de nommer José Luis García Ferrero ministre de l'Agriculture, de la Pêche et de l'Alimentation le 13 septembre 1982. Dès le 28 octobre, les élections législatives anticipées donnent la victoire aux socialistes et il quitte son ministère le 3 décembre, après seulement deux mois et demi en fonction, ce qui en fait le ministre le plus bref depuis 1977. Ce « record » est battu en 2018 par Màxim Huerta, qui reste ministre pendant seulement sept jours.

### Après la politique
Le 27 mai 1990, la justice renonce à le poursuivre, ainsi que d'autres hauts fonctionnaires, dans le scandale de l'huile frelatée, considérant qu'il n'existe aucun fait constitutif d'un délit. Il meurt le 28 juillet 2020.